# 銀平鮋
銀平鮋，為輻鰭魚綱鮋形目鮋亞目平鮋科的其中一種，為溫帶海水魚，分布於西北太平洋日本岩手縣、鄂霍次克海及白令海海域，棲息深度2-370公尺，體長可達50公分，棲息在底層水域，卵胎生，生活習性不明。